# جون ن. هيندرين
جون ن. هيندرين (بالإنجليزية: John N. Hendren)‏ هو قاضي ومحامي أمريكي، ولد في 1822، وتوفي في 1898.